# ハナタデ
ハナタデ（花蓼、学名：Persicaria posumbu）は、タデ科イヌタデ属の一年草。別名、ヤブタデ。

## 特徴
茎の下部は地面を横に這うか斜上し、よく分枝し、上部は直立し、高さは20-70cmになる。茎の質は軟らかく、無毛で、細長い円柱形になる。葉は互生し、短い葉柄があり、葉身は卵形から長卵形で、先端は急に細くなって尾状にとがり、縁は全縁、基部はくさび形になり、長さ2-11cm、幅1-4cmになる。葉の質は薄く軟らかく、両面にまばらに毛が生え、ときに表面の中央部に暗色の斑紋がある。托葉鞘は筒型で、脈上に粗い毛が生え、縁に長い毛があり、托葉鞘と同じ長さになるか、上部のものはやや短くなる。
花期は8-10月。花序は茎先に偽総状に細長く伸び、ふつう花をまばらにつけ、先端がやや垂れる。ときに、やや密に花をつけることもある。花柄の基部にある苞に短い縁毛がある。花冠裂片に見えるのは萼裂片で、萼は深く5裂し、裂片は長さ2-3mm、色は紅色から白色になる。雄蕊は8個あり、萼片より短く、葯はふつう白色になる。子房は紡錘状楕円体になり、花柱は3個ある。果実は3稜のある卵形の痩果で、長さ約2mmになり、黒色で光沢があり、宿存する萼片に包まれる。染色体数は2n=40。

## 分布と生育環境
日本では、南千島、北海道、本州、四国、九州、琉球に分布し、山野の林内や林縁などのやや湿った場所に生育する。世界では、日本の他、朝鮮半島、ウスリー、台湾、中国大陸、東南アジア、ヒマラヤに分布する。

## 名前の由来
和名ハナタデは、「花蓼」の意で、花が梅花状に開くようすに基づいたもの。牧野富太郎 (1940) は、「和名花蓼ハ其梅花状ニ開ケル花ニ基テ斯ク云ウ」と述べている。なお、1856年（安政3年）に出版された飯沼慾斎の『草木図説』前編20巻中第7巻に「ハナタデ」が掲載されているが、名前の由来については記載されていない。

## 分類
牧野 (1940) によると、「本種ハいぬたでニ似タリト雖モ莖直立シ葉濶ク花疎ナルヲ以テ直ニ其種ト識別シ得ベシ」とあり、同属イヌタデ節 Sect. Persicaria に属するイヌタデ Persicaria longiseta に似るが、牧野のいうとおり、同種は、葉が披針形または長楕円状披針形で葉先は次第に細くなってとがり、花序に花を密につけるのに対し、本種は、葉が卵形から長卵形で、葉先は急に細くなって尾状にとがり、花序は細く花はまばらにつく点で異なる。
似ているとう点においては、花序が細く花がまばらにつくという点において、イヌタデよりも同節に属するヌカボタデ P. taquetii に似る。しかし、同種は、水湿地に生育し、葉は本種と比べ幅が狭く、長披針形で先端は細まってやや鈍形となり、本種のように葉の先端が急に細くならない点で異なる。なお、同種は、環境省の絶滅危惧種II類(VU)に選定されている。

## ギャラリー

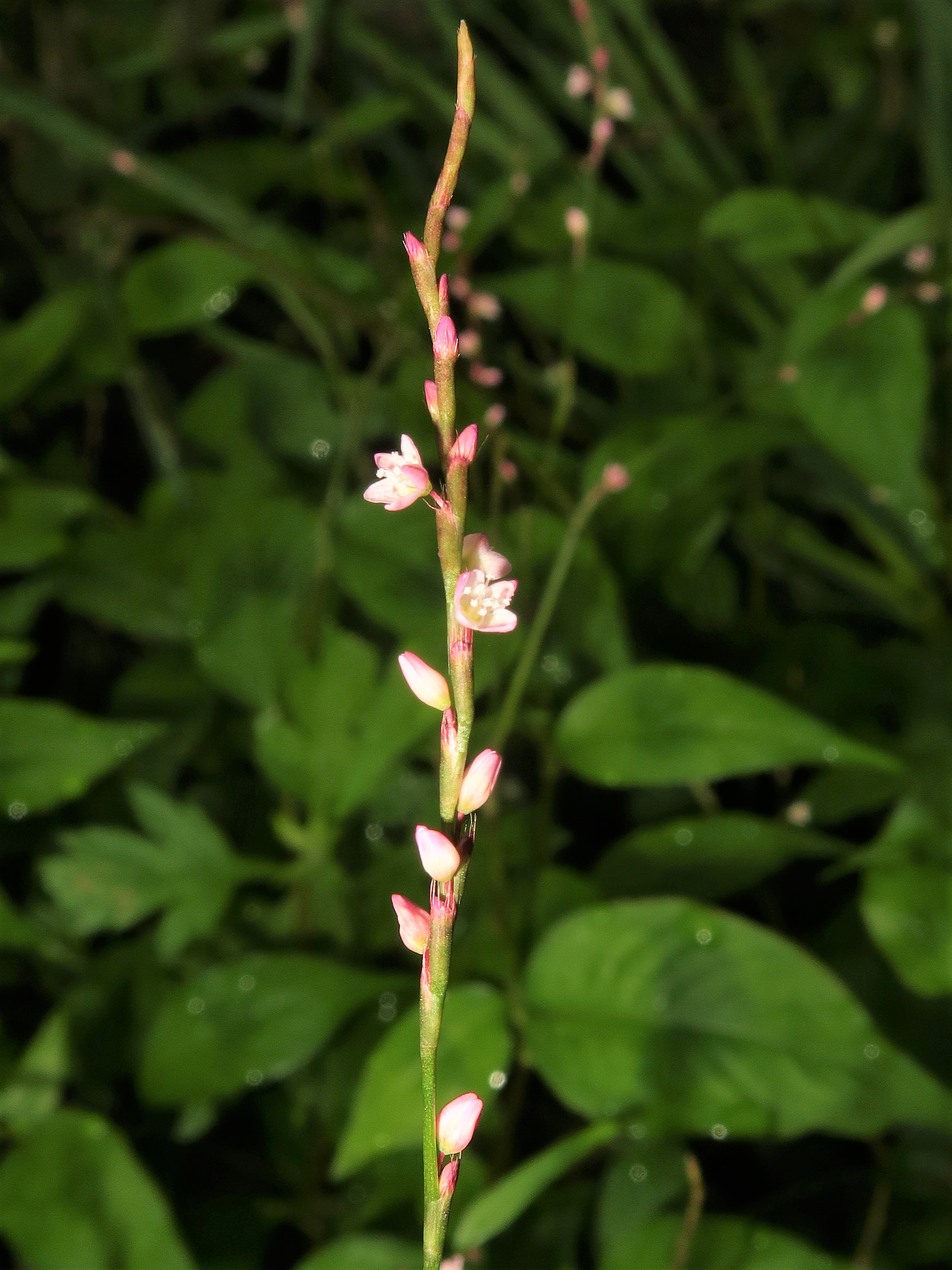
花序は茎先に偽総状に細長く伸び、ふつう花をまばらにつける。花柄の基部にある苞に短い縁毛がある。
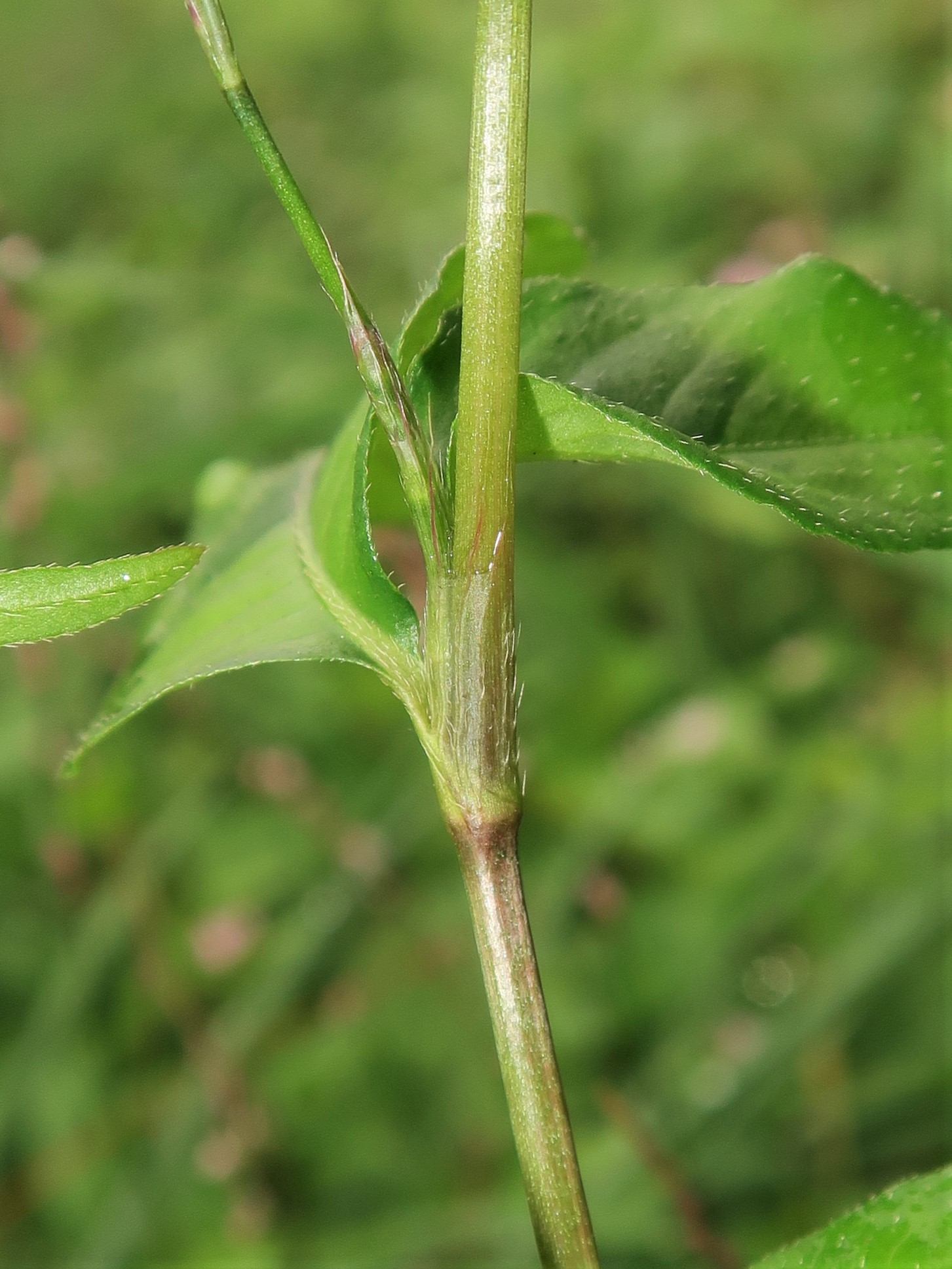
托葉鞘は筒型で、脈上に粗い毛が生え、縁に長い毛がある。
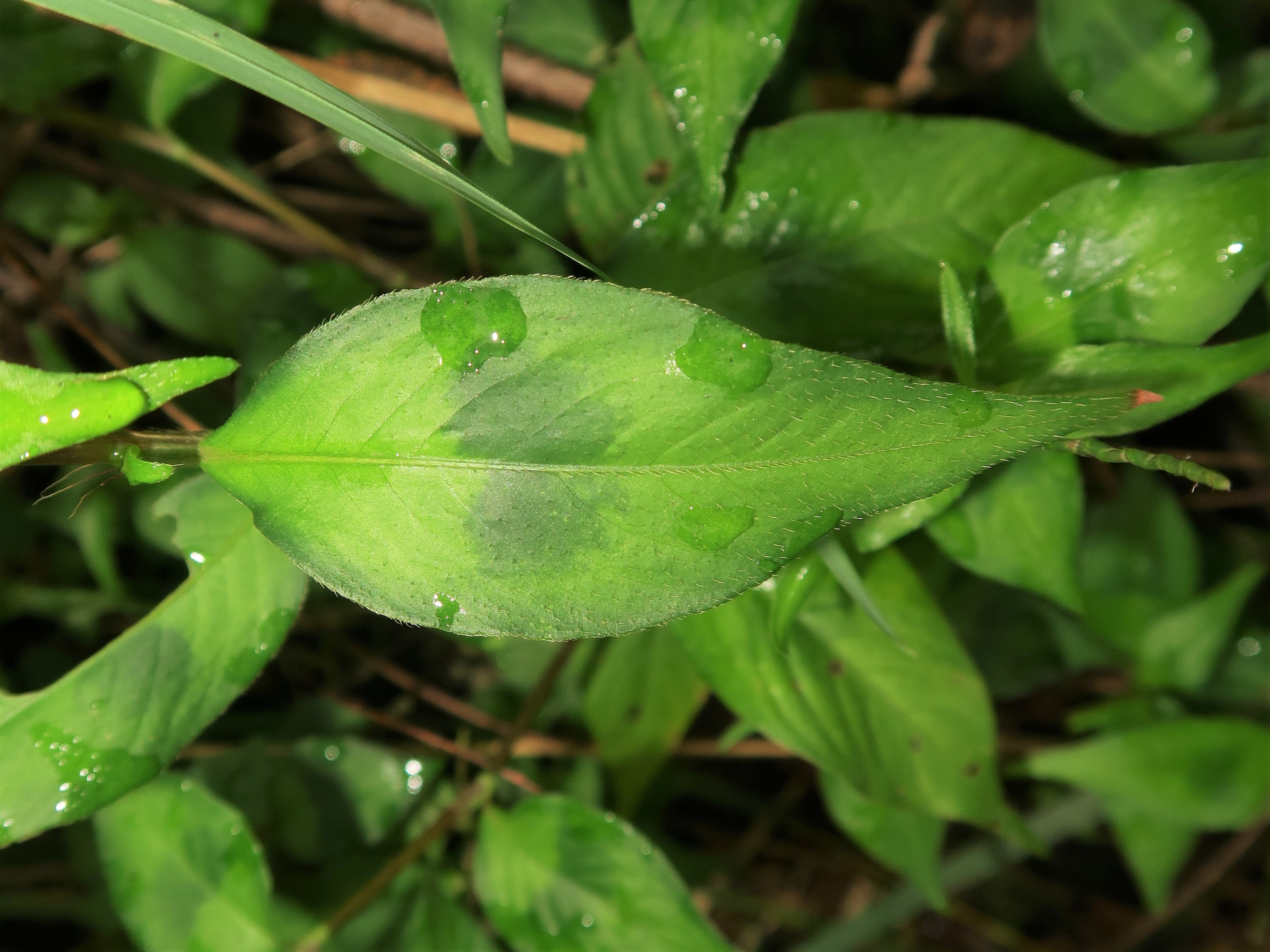
葉の表面。まばらに毛が生え、暗色の斑紋がある。葉先は尾状に細まって尾状にとがる。
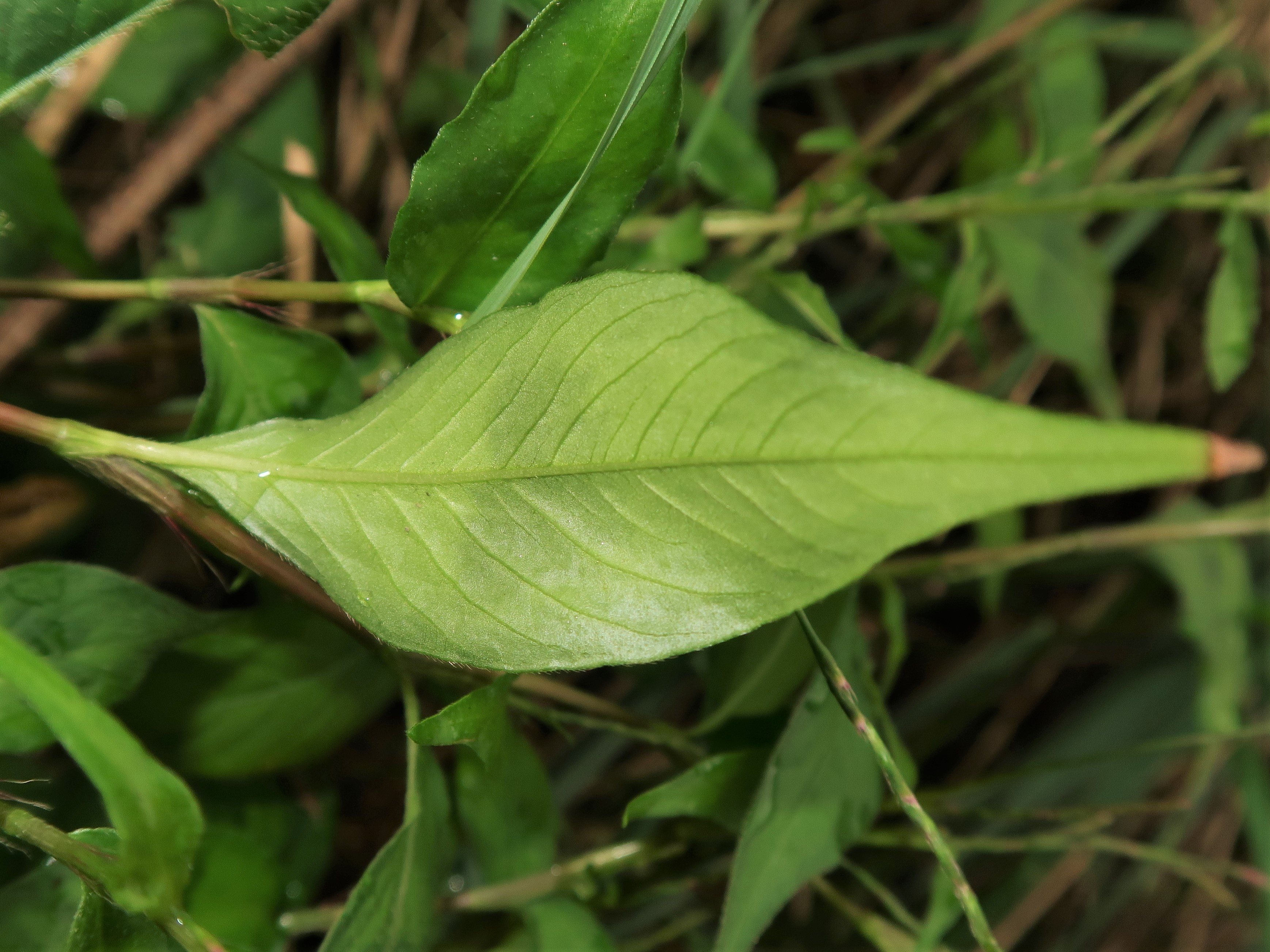
葉の裏面。暗色の斑紋が透ける。

## 下位分類
- ホソバハナタデ Persicaria posumbu (Buch.-Ham. ex D.Don) H.Gross var. stenophylla (Makino) Yonek. et H.Ohashi (1997)[18] - 植物体全体が繊細で、種子も小さい。林下に生育し、本州、四国、九州、済州島に分布する[14]。
- シロバナハナタデ Persicaria posumbu (Buch.-Ham. ex D.Don) H.Gross var. posumbu f. albiflora (Iwata) Yonek. (2006)[19] - 白花品種。